# John Whitmer Historical Association
John Whitmer Historical Association – amerykańskie stowarzyszenie zajmujące się historią ruchu świętych w dniach ostatnich.
Jego korzenie sięgają 1954. Wiążą się z procesem profesjonalizacji badań historycznych wewnątrz szeroko rozumianego ruchu świętych w dniach ostatnich oraz z powstaniem nurtu tak zwanej nowej mormońskiej historii. Badacze wpisujący się w ten nurt usiłowali opisywać historię mormonizmu w bardziej neutralny sposób, unikając zarówno silnie teologizowanej perspektywy wierzących, jak i nasyconego uprzedzeniami podejścia przeciwników tej tradycji religijnej.
Założone zostało 18 września 1972. Niekiedy w źródłach pojawia się rok 1973, jako data jego stworzenia. Powołane do istnienia z inicjatywy grupy osób związanych ze Zreorganizowanym Kościołem Jezusa Chrystusa Świętych w Dniach Ostatnich (współcześnie znanego jako Społeczność Chrystusa). Skupia badaczy należących do różnych kościołów i społeczności religijnych, jak również osoby niewierzące. Obszary jego szczególnego zainteresowania badawczego to historia wczesnego mormonizmu, historia Zreorganizowanego Kościoła Jezusa Chrystusa Świętych w Dniach Ostatnich oraz historia denominacji mormońskich ze stanów środkowego zachodu Stanów Zjednoczonych. Nazwane na cześć Johna Whitmera, jednego z tak zwanych ośmiu świadków Księgi Mormona, jak również pierwszego oficjalnego historyka Kościoła Jezusa Chrystusa Świętych w Dniach Ostatnich. Wybór Whitmera na patrona daleki był od przypadkowego. Jego niezależność, być może nawet granicząca z buntowniczą postawą wobec władz kościelnych, jak również jego determinacja, by zapiski historyczne zachować poza kontrolą przywódców religijnych, postrzegane są przez stowarzyszenie jako przejaw tego, co współcześnie można określić mianem swobody prowadzenia badań naukowych.
Stowarzyszenie stoi za publikacją „John Whitmer Historical Association Journal”, wydawanego od 1981. Uznawane jest za istotną instytucję w społeczności zajmującej się badaniami historii mormonizmu.